# Ильичёв, Валерий Дмитриевич
Вале́рий Дми́триевич Ильичёв (28 августа 1937, Уфа — 18 мая 2013, Москва) — советский и российский орнитолог, организатор науки, доктор биологических наук, профессор. Почётный член Мензбировского орнитологического общества, Немецкого орнитологического общества и Американского орнитологического союза, член правления Российского акустического общества и Русского экологического общества, действительный член Международной общественной академии экологической безопасности и природопользования (МОАЭБП), член Союза литераторов России, Российского и Международного журналистских союзов, лауреат Премии Ленинского комсомола (1970). Председатель Всесоюзного орнитологического комитета (ВОК).

## Биография
Валерий Ильичёв родился 28 августа 1937 года в Уфе. Школьником занимался фигурным катанием и гимнастикой.
В 1954 году окончил школу № 11 г. Уфы и в этом же году поступил на биолого-почвенный факультет МГУ, где обучался на кафедре зоологии позвоночных. Учителями были Г. П. Дементьев, Б. С. Матвеев, Е. С. Птушенко, Н. П. Наумов, Л. В. Крушинский, В. И. Гусельников. В 1959 году окончил с отличием МГУ и там же продолжил дальнейшее обучение в аспирантуре. В 1962 году, в Киеве, защитил кандидатскую диссертацию на тему «Морфо-функциональный анализ наружного отдела слухового анализатора птиц». После защиты работал на кафедре зоологии позвоночных МГУ в проблемной лаборатории бионики, где до 1976 года возглавлял орнитологическую группу, созданной Н. П. Наумовым.
В 1967 году защитил докторскую диссертацию на тему «Биоакустика птиц». В 1971 году присвоено звание профессора.
В 1973 году В. Д. Ильичёв переходит на основную работу в Академию наук СССР, где возглавлял лабораторию ориентации и навигации птиц в Институте эволюционной морфологии и экологии животных им. А. Н. Северцова АН СССР (ныне лаборатория экологии и управления поведением птиц Института проблем экологии и эволюции им. А. Н. Северцова РАН).
С начала 1970-х годов В. Д. Ильичёв возглавлял Национальную секцию Международного совета охраны птиц. Позднее становится ответственным редактором ежегодника «Орнитология» (и остаётся им до 1991 года).
19 февраля 1983 года было создано Всесоюзное орнитологическое общество АН СССР, на Учредительном съезде которого В. Д. Ильичёв был избран его президентом. Общество начало активную деятельность на всей территории СССР, его отделения были созданы во многих регионах страны.
Сформулировал теоретические представления и доказал экспериментально специфичность механизмов акустической ориентации птиц, открыл зону слухового представительства в больших полушариях птиц, выявил звукоорганизующие механизмы в наружном ухе, рычажную подвижность звукопередающих систем птиц. На основании исследований сформулировал принцип мозаичности в эволюции биоакустических систем, разработал метод экологических параллелизмов и с его помощью описал ряд феноменов адаптивной изменчивости — таких, как феномен латерализации и феномен альтернативной специализации.
Приложил много сил к становлению в СССР и затем в России орнитологических организаций, созданию Всесоюзного орнитологического общества (ВОО, ныне Мензбировское орнитологическое общество). Один из инициаторов и организаторов XVIII Орнитологического конгресса, прошедшего в 1982 году в Москве. Выпускал и редактировал сборник «Орнитология», сводки «Птицы СССР», над которой работал совместно с В. Е. Флинтом.
Скончался в Москве 18 мая 2013 года.

## Основные труды
- Ильичёв В. Д. Биоакустика птиц : Автореферат дис. на соискание ученой степени доктора биологических наук / Моск. гос. ун-т им. М. В. Ломоносова. Биол.-почв. фак. — М.: Изд-во МГУ, 1966. — 31 с.
- Ильичёв В. Д. Биоакустика птиц. — М.: Изд-во МГУ, 1972. — 288 с. — 1480 экз.
- Ильичёв В. Д., Вилкс Е. К. Пространственная ориентация птиц. — М.: Наука, 1978. — 288 с. — 1900 экз.
- Львов Д. К., Ильичёв В. Д. Миграции птиц и перенос возбудителей инфекции: Эколого-географические связи птиц с возбудителями инфекции / Отв. ред. Д. И. Бибиков; АН СССР. — М.: Наука, 1979. — 272 с. — 1300 экз.
- Ильичёв В. Д., Карташёв Н. Н., Шилов И. А. Общая орнитология: Учебник. — М.: Высшая школа, 1982. — 464 с. — (Высшее образование). — 10 000 экз.
- Ильичёв В. Д., Тихонов А. В., Гуцев В. М. Биоакустическая стимуляция птиц / АН СССР, Ин-т эволюцион. морфологии и экологии животных. — М.: ИЭМЭЖ, 1984. — 232, [28] с.
- Ильичёв В. Д., Бочаров Б. В., Горленко М. В. Экологические основы защиты от биоповреждений / Отв. ред. Ю. П. Нюкша; АН СССР, Секция хим.-технол. и биол. наук, Науч. совет по биоповреждениям. — М.: Наука, 1985. — 264 с. — (Биологические повреждения).
- Ильичёв В. Д., Бутьев В. Т., Константинов В. М. Птицы Москвы и Подмосковья / Отв. ред. В. Е. Соколов; АН СССР. — М.: Наука, 1987. — 272 с. — (Человек и окружающая среда). — 50 000 экз. — ISBN 5-02-005326-0.
- Ильичёв В. Д. Экология и управление поведением птиц. — М.: Знание, 1988. — 64 с. — (Новое в жизни, науке, технике. Биология; 3/1988).
- Ильичёв В. Д., Силаева О. Л. Говорящие птицы / Отв. ред. акад. В. Е. Соколов; Рец.: к.б.н. В. М. Константинов, д.б.н. Л. П. Познанин; Авторы цвет. илл.: В. В. Симонов, В. С. Шишкин; АН СССР. — М.: Наука, 1990. — 208, [16] с. — (Человек и окружающая среда). — 50 000 экз. — ISBN 5-02-005326-0.
- Соколов В. Е., Ильичёв В. Д., Емельянова И. А. Млекопитающие и птицы, повреждающие технику и сооружения. — М.: Наука, 1990. — 240 с. — (Биологические повреждения). — 900 экз. — ISBN 5-02-005870-X.
- Яблоков А. В., Ильичёв В. Д., Реймерс Н. Ф. Биология и современность. — М.: Просвещение, 1990. — 208 с. — (Библиотека учителя биологии). — 108 000 экз. — ISBN 5-09-002839-7.
- Ильичёв В. Д., Силаева О. Л. Говорящие птицы. — М.: Знание, 1991. — 64 с. — (Новое в жизни, науке, технике. Биология; 12/1991).
- Ильичёв В. Д., Силаева О. Л. Говорящие птицы (на англ. яз.). — М.: Наука, 1992. — 224 с.
- Ильичёв В. Д., Силаева О. Л. Как научить попугая говорить. — М.: АПРИ, 1992. — 28, [1] с.
- Силаева О. Л., Вараксин А. Н., Ильичёв В. Д. Имитационные взаимоотношения между человеком и животными: Акустический анализ. — М.: Изд-во РУДН, 1999. — 49 с. — ISBN 5-209-00644-1.
- Ильичёв В. Д. Птицы в Москве: Фотоальбом / Авт. текста и сост.: В. Д. Ильичёв; Фотографии: М. В. Штейнбах; Ред. В. М. Константинов. — М.: АртЮнит, 2003. — 224 с. — 2000 экз. — ISBN 5-86344-163-1.
- Силаева О. Л., Ильичёв В. Д., Дубров А. П. Говорящие птицы и говорящие звери. — М.: Пасьва-ИнЭкоПром, 2005. — 224 с. — 3000 экз. — ISBN 5-94429-016-1.
- Ильичёв В. Д. и др. Защита самолетов и других объектов от птиц / Авторы: В. Д. Ильичёв, С. С. Золотарёв, В. Я. Бирюков, Н. А. Нечваль, В. Э. Якоби, А. С. Титков, О. Л. Силаева; Отв. ред. О. Л. Силаева. — М.: Товарищество научных изданий КМК, 2007. — 340 с. — 500 экз. — ISBN 978-5-87317-390-7.
- Ильичёв В. Д. Популярный атлас-определитель: Птицы. — М.: Дрофа, 2010. — 320 с. — (Популярный атлас-определитель). — 4000 экз. — ISBN 978-5-358-07410-1.